# 470 до н. е.

## Події

### У Римі
Консулами Римської республіки були обрані Луцій Валерій Потіт та Тіберій Емілій Мамерк. У сенаті та республіці вирували суперечки стосовно аграрного закону Аппія Клавдія Сабіна. Під час цих протиріч на Рим напали екви та сабіняни. Луцій Валерій Потіт воював з ними, але без успіху.

### Близький Схід
- визволення Ефеса від персів, встановлення демократії.

### Астрономічні явища
- 20 березня. Повне сонячне затемнення.[1]
- 12 вересня. Гібридне сонячне затемнення.[1]